# Vorarephilie
La vorarephilie ou voraphilie (du latin vorare, « avaler », et du grec φιλία, « aimer ») est un fantasme sexuel ou une paraphilie, qui consiste en une excitation à l'idée de manger, généralement entier et vivant, un autre individu, humain ou non humain, d'être mangé(e) par lui, et/ou d'observer un individu qui en mange un autre, ou encore d’être absorbé et fusionner avec un autre. La vorarephilie relève purement du fantasme, de l'excitation par l'imaginaire, et se distingue du cannibalisme. Il s'agit d'une catégorie regroupant en réalité une diversité de fantasmes. Les vorarephiles se distinguent en « prédateurs », « proies » et « observateurs », selon leur type de fantasme. Le fantasme peut inclure la digestion, qui sera souvent imaginée comme étant indolore, et laissera souvent la proie se « reformer » indemne, ou bien l'inclusion de la conscience de la proie au sein de la conscience collective développé par le prédateur.
Agnès Giard définit la vorarephilie comme « une pratique sexuelle qui consiste à se masturber en imaginant qu’on se fait ingurgiter, si possible par une bouche suceuse, glaireuse et pompeuse qui vous aspire tout rond à la façon d’une huître. La voraphilie n’est d’ailleurs qu’une sous-catégorie d’un fantasme plus vaste nommé endosomaphilie (du grec : endos, à l’intérieur, soma corps et philia amour). »
Internet a permis le développement de communautés vorarephiles, et notamment de communautés d'artistes amateurs qui expriment et partagent leur imaginaire par le dessin ou encore la fiction écrite. Dans de rares cas, certains publient leurs productions.